# RoboCup Middle Size League

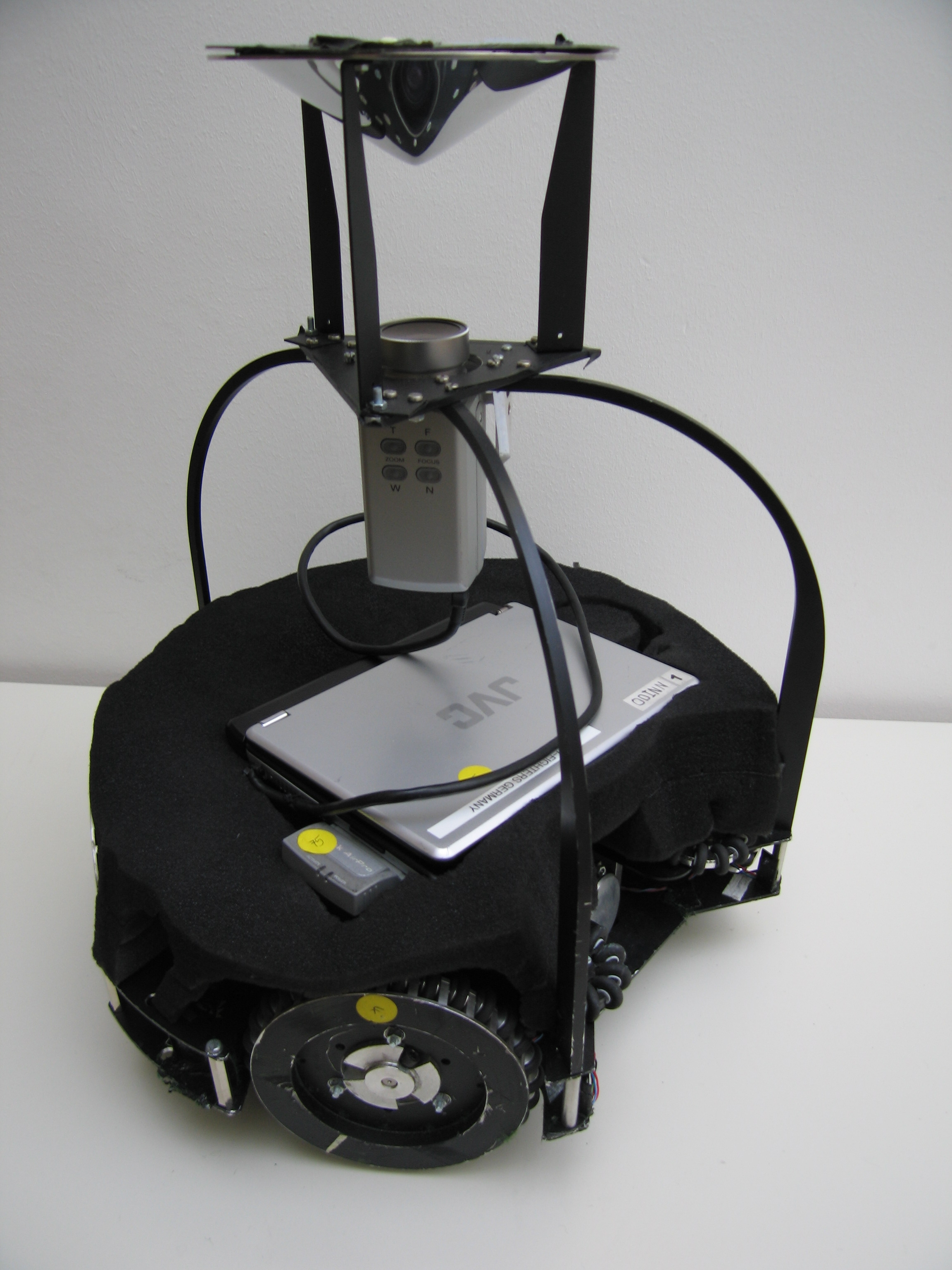
Robot spełniający wymagania ligi średnich robotów (drużyna Fu-Fighters z 2005 roku).

RoboCup Middle Size League – jedna z lig w rozgrywkach robotów RoboCup.
Roboty biorące udział w rozgrywkach mają 30-50 cm długości, 30-50 cm szerokości i 40-80 cm wysokości. Długość i szerokość mogą zostać tymczasowo zwiększone do 60 cm, np. podczas wykonywania kopnięcia, podczas gdy wysokość do 90 cm. Maksymalna waga robota to 40 kg.
Rozgrywka toczy się na polu o wymiarach 6-12 m na 8-18 m. Roboty grają w wersję piłki nożnej bardzo zbliżonej do oficjalnych zasad FIFA, korzystając z pomarańczowej piłki. Roboty mają wbudowaną kamerę i mogą komunikować się ze sobą satysfakcjonując standard IEEE 802.11. Każda z drużyn składa się z pięciu robotów (w tym jeden bramkarz).
Na każdych zawodach przedstawiane jest nowe techniczne wyzwanie. Przykładowo w 2006 roku roboty musiały udowodnić, iż potrafią sobie przekazywać piłkę.